# Schefflera fragrans
Schefflera fragrans är en araliaväxtart som beskrevs av José Cuatrecasas. Schefflera fragrans ingår i släktet Schefflera och familjen araliaväxter.
Artens utbredningsområde är Colombia. Inga underarter finns listade.